# Commodore C64C
Commodore C64C (C64C) је кућни рачунар фирме Комодор (Commodore) који је почео да се производи у Сједињеним Америчким Државама током 1987. године.
Користио је 6510A микропроцесорску јединицу а RAM меморија рачунара је имала капацитет од 64 KB. 
Као оперативни систем кориштен је GEOS.

## Детаљни подаци
Детаљнији подаци о рачунару C64C су дати у табели испод.
|                       |                                                                     |
| [ 1 ]                 |                                                                     |
| Произвођач            | Комодор                                                             |
| Тип                   | кућни рачунар                                                       |
| Меморија              | 64 KB                                                               |
| Поријекло             | Сједињене Америчке Државе                                           |
| Година                | 1987                                                                |
| Тастатура             | Пуни помак, 65 тастера са 4 функцијских тастера                     |
| Процесор              |                                                                     |
| Фреквенција процесора | 0,985 (PAL) / 1,023 (NTSC)                                          |
| RAM                   | 64 KB                                                               |
| ROM                   | 20 KB                                                               |
| Текст                 | 40 стубова x 25 линија                                              |
| Графика               | неколико, највише кориштен: 320 x 200                               |
| Боја                  | 16 + 16 граничних боја                                              |
| Звук                  | 3 гласа / 9 октава, 4 таласне форме (звучни излаз преко телевизора) |
| Димензије             | 41,4 (ширина) x 24,3 (дубина) x 5,9 (висина) / 1710                 |
| Портови               |                                                                     |
| Оперативни систем     |                                                                     |